# Розлади свідомості
Розлади свідомості — захворювання, які пригнічують свідомість. Дехто визначає розлади свідомості як будь-яку зміну від повного самоусвідомлення до загальмованої або відсутньої самосвідомості та збудження. Ця категорія, здебільшого, охоплює стан найменшої свідомості та стійкий вегетативний стан, але іноді також стосується менш важкого синдрому замкненості та більш складної, але рідкісної хронічної коми. Диференціальна діагностика цих розладів є діяльною галуззю біомедичних досліджень. Нарешті, смерть мозку призводить до незворотного порушення свідомості. Водночас інші стани котрі можуть викликати помірне погіршення (наприклад, деменція та марення) або тимчасові переривання (як от великі та малі судоми) свідомості, не залучені до цієї категорії захворювань.

## Класифікація
Пацієнти з таким різко зміненим станом свідомості, створюють рідкісні проблеми для діагностики, прогнозу та лікування. Оцінка когнітивних функцій, що залишилися після черепно-мозкової травми, складна. Довільні рухи можуть бути дуже дрібними, непослідовними і легко виснажливими. Кількісна оцінка активності мозку дозволяє розрізнити пацієнтів, які іноді відрізняються лише здатністю до короткого і легкого руху пальцем.
Свідомість є складною і багатогранною для розуміння, та поділяється на дві основні складові: збудження й усвідомлення. Збудження пов'язане з функціональними скупченнями нейронів стовбура мозку, що поширюються як на таламічні, так і на кортикальні нейрони. Через це оцінка рефлексів (за шкалою ком Глазго) важлива для дослідження загальної цілісності стовбура мозку. Вважається, що свідомість пов'язана з функціональною цілісністю кори головного мозку та її підкіркових зв'язків. Найважливішим питанням щодо класифікації розладів свідомості є те, що свідомість неможливо досконало виміряти жодним приладом, хоча для кількісної оцінки свідомості було розроблено багато систем оцінки, а способи нейровізуалізації є важливими засобами для клінічних досліджень, розширюючи наше розуміння основних залучених механізмів. Розлади свідомості завдають величезних соціальних та етичних проблем, оскільки такий діагноз методологічно складний і потребує ретельного роз'яснення. Крім того, етичні межі повинні бути вдосконалені, задля проведення дослідження таких пацієнтів.

### Синдром замкнутості
Основна стаття: Синдром замкнутості
У разі синдрому замкнутості пацієнт має усвідомлення, цикли сну та неспання та осмислену поведінку (тобто рух очей), але відлучений через тетраплегію та псевдобульбарний параліч, що є наслідком порушення кірково-спинномозкового та кірково-ядерного шляхів. Синдром замкненості – це стан, за якого пацієнт знаходиться при свідомості та не спить, але не може рухатися чи спілкуватися вербально через повний параліч майже всіх довільних м’язів тіла, крім очей. Рухи очей або повік є основним способом спілкування. Синдром повного замкнення — це різновид синдрому замкненості, коли також паралізовані й очі.

### Стан найменшої свідомості
Основна стаття: Стан мінімальної свідомості
У стані найменшої свідомості (СНС) пацієнт має почергові проміжки усвідомлення та неспання. Існують ознаки стану найменшої свідомості, що пацієнти не перебувають у вегетативному стані, але не здатні послідовно спілкуватися. Це означає, що пацієнти повинні показувати обмежені, але відтворювані ознаки усвідомлення себе або власного оточення. Це може бути виконання простих команд, зрозуміла мова або цілеспрямована поведінка (зокрема рухи або афективна поведінка стосовно зовнішніх подразників, але не рефлексивна діяльність). Подальше покращення до повного одужання більш імовірне в цьому стані, ніж у вегетативному стані, але все ж деякі пацієнти залишаються в СНС (англ. MCS) назавжди.

### Стійкий вегетативний стан
Основна стаття: Стійкий вегетативний стан
У стійкому вегетативному стані, пацієнт має цикли сну та неспання, але йому не вистачає усвідомлення, він не здатний спілкуватися і показує лише рефлекторну та нецілеспрямовану поведінку. Термін стосується органічного тіла, яке здатне рости і розвиватися без інтелектуальної діяльності або соціального спілкування. Діагноз вегетативного стану слід поставити під сумнів, коли є будь-який ступінь тривалого та відтворюваного зорового спостереження, зосередження чи відповіді на загрозливі жести. Цей стан відбиває неушкоджений стовбур мозку та суміжні структури, але серйозно пошкоджену білу та сіру речовину в обох півкулях головного мозку. Збереження цих структур підтримує збудження та автоматичні функції. Загальний обмін речовин знижується в середньому до 40-50% від здорового рівня. Після чотирьох тижнів перебування у вегетативному стані (VS), пацієнт визначається як той що знаходиться у стійкому вегетативному стані. Тут метаболізм падає до 30-40% від нормального рівня, але, здається, це підсумок транссинаптичної дегенерації нейронів. Хоча діагноз є проблематичним, формальна відсутність будь-яких ознак свідомого сприйняття чи навмисних дій, є важливою. Цей діагноз можна далі класифікувати як постійний вегетативний стан (ПВС) (англ. PVS) після приблизно 1 року перебування у вегетативному стані внаслідок черепно-мозкової травми.

### Хронічна кома
Основна стаття: Хронічна кома
Подібно до коми, хронічна кома здебільшого виникає внаслідок пошкодження кори або білої речовини після ураження нейронів чи аксонів, або через вогнищеві ураження стовбура мозку. Зазвичай метаболізм у сірій речовині знижується до 50-70% від норми. У пацієнта відсутні свідомість і збудження. Хворий лежить із заплющеними очима і не усвідомлює ні себе, ні оточення. Стимуляція не може викликати спонтанні періоди неспання та розплющення очей, на відміну від пацієнтів у вегетативному стані. У медицині кома (від грецького κῶμα koma, що означає глибокий сон) — це стан непритомності, котрий триває більше шести годин, у якому людину неможливо розбудити, вона не відповідає нормально на больові подразники, світло, звук, не має нормального циклу сон-неспання і не ініціює довільні дії. Хоча, за шкалою коми Глазго, людина зі сплутаністю свідомості, вважається такою що перебуває у найлегшій комі. Але було доведено, що церебральний метаболізм погано корелює з рівнем свідомості у пацієнтів із легкою та важкою травмою протягом першого місяця після черепно-мозкової травми (ЧМТ). Людина в стані коми визнається коматозною. Загалом пацієнти, які пережили кому, одужують поступово протягом 2–4 тижнів. Але відновлення до повної свідомості та збудження не завжди можливо. Деякі пацієнти не видужують далі, ніж вегетативний стан або стан мінімальної свідомості, і іноді це також потребує тривалих стадій перед подальшим відновленням до повної притомності.
Хоча хворий у комі може виглядати таким що не спить, він не може свідомо відчувати, говорити, чути або рухатися. Щоби пацієнт підтримував свідомість, повинні діяти бездоганно дві важливі неврологічні складові. Перша — кора головного мозку, яка є сірою речовиною, що покриває зовнішній шар мозку. Інша — утворення, розташоване в стовбурі мозку, називається ретикулярною системою активації (RAS або ARAS). Пошкодження однієї чи обох із цих складових є достатнім, щоб викликати у пацієнта кому.

### Смерть мозку
Основна стаття: Смерть мозку
Смерть мозку є незворотним припиненням усієї мозкової активності та функцій (зокрема мимовільну діяльність, необхідну для підтримки життя). Основною причиною є повний некроз церебральних нейронів після втрати оксигенації мозку. Після смерті мозку у пацієнта відсутні будь-які почуття свідомості; цикли сон та неспання або поведінка, зазвичай виглядають так, ніби вони мертві або перебувають у стані глибокого сну чи комі. Хоча ззовні вони схожі на коматозний стан, такий як стійкий вегетативний стан, їх не слід плутати. Критерії смерті мозку відрізняються в різних країнах. Однак клінічні оцінки однакові і вимагають втрати всіх рефлексів стовбура мозку та демонстрації тривалого апное для пацієнта у стійкій комі  (< 4 тижнів). Функціональне зображення за допомогою ПЕТ або КТ зазвичай показує феномен порожнистого черепа. Це підтверджує відсутність функції нейронів у всьому мозку. Пацієнти, класифіковані як з мертвим мозком, є юридично мертвими і можуть кваліфікуватися як донори органів, у яких їхні органи видаляються хірургічним шляхом і готуються для певного реципієнта.
Смерть мозку є одним із вирішальних чинників для визнання понівеченого пацієнта мертвим. Визначення функції та наявності некрозу після травми всього мозку або стовбура мозку може бути використано для підтвердження смерті мозку, і використовується наприклад в багатьох штатах США.

## Методичні проблеми
Метаболічні дослідження є корисними, але вони не можуть визначити нейронну активність у певній ділянці для певних когнітивних процесів. Функціональні можливості можна визначити лише на найзагальнішому рівні: метаболізм у кортикальних і підкіркових областях, який може сприяти когнітивним процесам.
Наразі немає встановленого зв’язку між інтенсивністю церебрального метаболізму глюкози чи кисню, виміряною за допомогою ПЕТ, і наслідками лікування пацієнта. Зниження церебрального метаболізму також відбувається, коли пацієнтів лікують анестетиками до стану, коли вони не реагують. Найнижче значення (28% від нормального діапазону) було зареєстровано під час анестезії пропофолом. Також глибокий сон являє собою фазу зниженого метаболізму (до 40% від нормальних меж). Загалом, кількісні дослідження ПЕТ та оцінка церебральних метаболічних показників залежать від багатьох припущень. Наприклад, для ПЕТ потрібен поправковий коефіцієнт, зосереджена константа, яка є сталою у здоровому мозку. Є відомості, що глобальне зниження цієї константи виникає після черепно-мозкової травми. Але не лише поправкові коефіцієнти змінюються через ЧМТ. Іншою проблемою є можливість анаеробного гліколізу, який може виникнути після ЧМТ. У такому разі рівень глюкози, виміряний ПЕТ, не пов’язаний тісно зі споживанням кисню мозком пацієнта. Третім моментом щодо ПЕТ-сканування, є загальне вимірювання на одиницю об’єму тканини головного мозку. На зображення може вплинути залучення метаболічно неактивних просторів, наприклад спинномозкової рідини у випадку грубої гідроцефалії, яка штучно знижує розрахунковий обмін речовин. Крім того, треба враховувати питання радіаційного опромінення у пацієнтів із уже серйозно пошкодженим мозком і скасувати поздовжні або подальші дослідження.

## Етичні питання
Розлади свідомості викликають різноманітні етичні проблеми. Найбільш очевидним є відсутність згоди в будь-яких рішеннях щодо лікування. Пацієнти з PVS або MCS не можуть самі ухвалити рішення про можливість припинення життєзабезпечення. Також є загальне питання, чи повинні вони отримувати терапію, котра підтримує життя, і якщо так, то протягом якого часу. Проблеми щодо згоди пацієнта також стосуються нейровізуалізаційних досліджень. Без згоди пацієнта такі дослідження сприймаються як неетичні. Крім того, лише деякі пацієнти склали попередні розпорядження, перш ніж втратити здатність ухвалювати рішення. Зазвичай необхідно отримати схвалення від родини чи законних представників згідно урядових і лікарняних інструкцій. Але навіть за згодою представників, дослідникам було відмовлено в грантах, схваленні комітету з етики та публікації.
Соціальні питання виникають через величезні витрати, пов'язані з людьми, які мають розлади свідомості. Особливо хронічні коматозні та вегетативні пацієнти, коли одужання малоймовірне, а лікування у відділенні інтенсивної терапії клініцисти вважають марним. На додаток до вищезазначених проблем виникає питання, чому медичні ресурси використовувалися не для загального суспільного блага, а для пацієнтів, які, здавалося-б, не мали від них користі. Тим не менш, незворотність цих умов залишається відкритою для обговорень. Деякі дослідження показали, що декотрі пацієнти з розладами свідомості можуть дещо усвідомлювати, попри клінічну відсутність відповіді. Ці висновки можуть мати значний вплив на подальші етичні та соціальні перешкоди.